# Lijst van rivieren in Zimbabwe

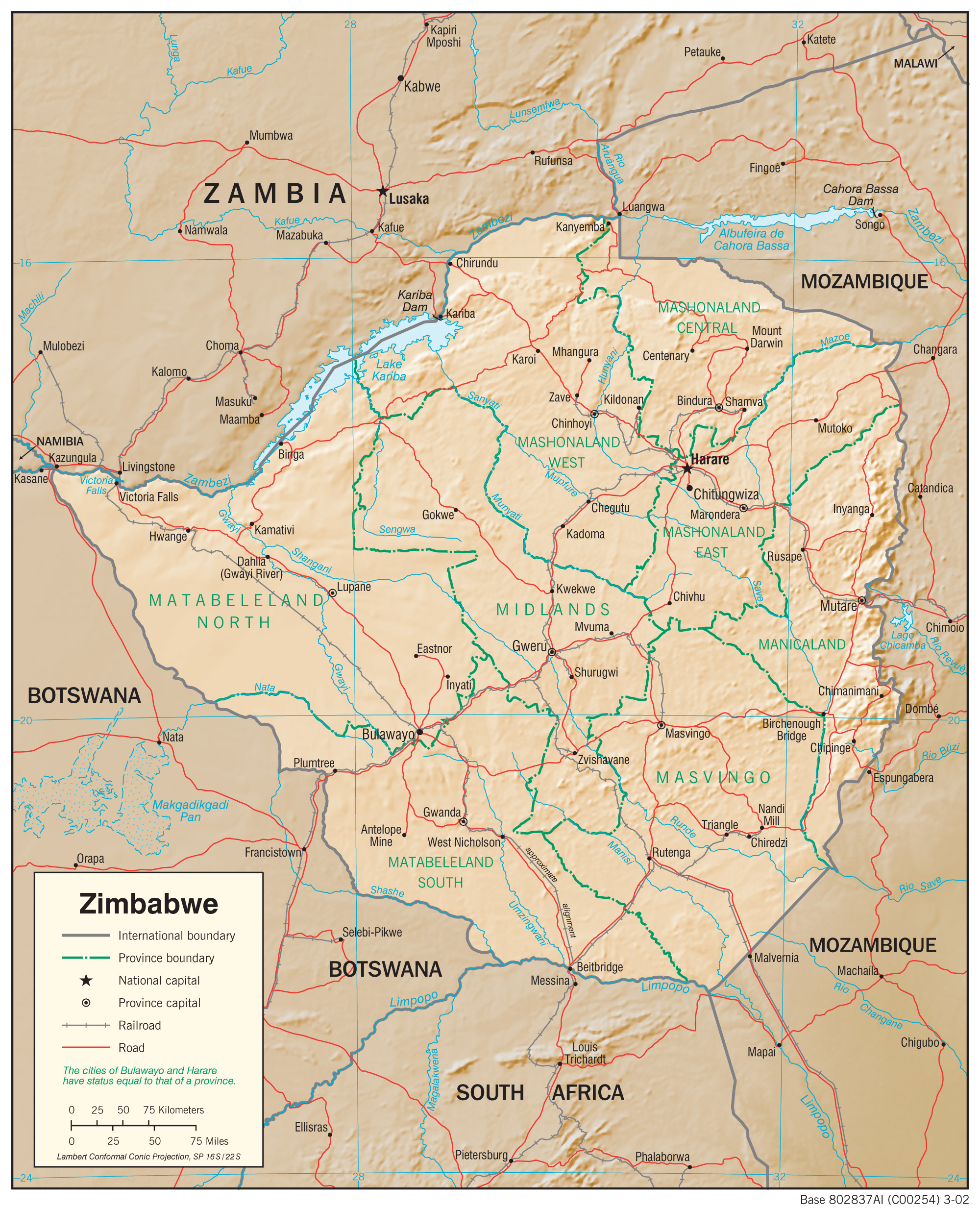
Kaart van Zimbabwe.

Dit is een lijst van rivieren in Zimbabwe. De rivieren in deze lijst zijn geordend naar drainagebekken en de opeenvolgende zijrivieren zijn ingesprongen weergegeven onder de naam van elke hoofdrivier. Nagenoeg alle rivieren in Zimbabwe monden uiteindelijk uit in de Indische Oceaan. De Nata is de enige uitzondering; deze mondt uit in de Makgadikgadizoutvlaktes in Botswana.

## Indische Oceaan
- Zambezi
  - Luenha
    - Mazowe
      - Ruya (Luia)

    - Gairezi (Cauresi)

  - Messenguézi (Umsengedsi)
    - Mecumbura (Mkumvura)
    - Kadzi

  - Manyame (Panhame) (Hunyani)
    - Angwa

  - Sanyati (Umniati)
    - Munyati
      - Umsweswe
      - Sebakwe
        - Kwekwe

      - Ngezi

    - Mupfure (Umfuli)

  - Bumi
  - Sengwa
  - Sengwe
  - Masumu
  - Sebungwe
  - Gwayi
    - Shangani
      - Gweru
      - Vungu

    - Mbembesi
    - Umguza

  - Deka
  - Matetsi
- Pungwe
  - Honde
- Buzi
  - Lucite
- Save (Sabi)
  - Runde (Lundi)
    - Chiredzi
    - Mutirikwe
      - Mucheke
      - Pokoteke

    - Tokwe
      - Tokwane

    - Musavezi
    - Ngezi

  - Turwi
  - Devure
    - Nyazvidzi

  - Nyazwidzi
  - Odzi
  - Macheke
- Limpopo
  - Changane
  - Mwenezi (Manisi)
    - Mushawe

  - Bubye
  - Umzingwani (Mzingwane)
    - Mtetengwe
      - Tongwe

    - Umchabezi
    - Insiza
      - Siwaze
      - Inkankezi

    - Inyankuni
    - Ncema

  - Shashe
    - Thuli
      - Mwewe
      - Mtshabezi
      - Mtshelele

    - Shashani
    - Mkolokwe
    - Sansukwe
    - Ramokgwebana
      - Ingwizi

## Makgadikgadizoutvlaktes
- Nata